# Ричланд (окръг, Охайо)
Вижте пояснителната страница за други значения на Ричланд.
Окръг Ричланд (на английски: Richland County) е окръг в щата Охайо, Съединени американски щати. Площта му е 1295 km², а населението – 128 852 души (2000). Административен център е град Мансфийлд.